# Raoul-Rochette
Pour les articles homonymes, voir Rochette.
Désiré Raoul Rochette, dit Raoul-Rochette, né le 9 mars 1790 à Saint-Amand (Bourbonnais) et mort le 5 juillet 1854 à Paris, est un archéologue français. Il a été membre de l'Académie des inscriptions et belles-lettres et secrétaire perpétuel de l'Académie des beaux-arts.

## Biographie
Désiré Raoul Rochette naît le 9 mars 1790 à Saint-Amand. Il est le fils de Paul Gilbert Rochette, docteur en médecine, et de Rose Marie Meillet, fille d'un notaire royal de Saint-Amand. 
D'abord élève au lycée de Bourges, Désiré Raoul Rochette fait partie de la première promotion de l’École normale en 1810.

### Carrière

Geneve, lac, 1816

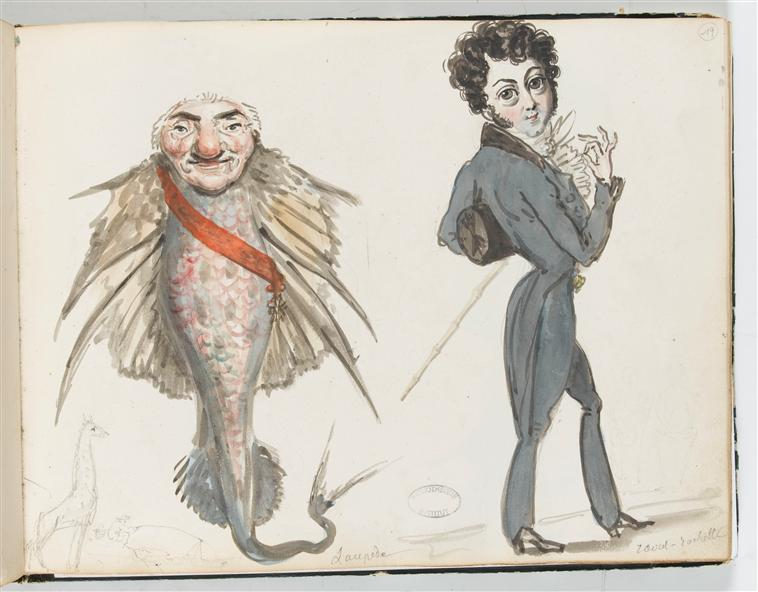
Julien Léopold Boilly, Bernard Germain Étienne de Lacépède et Désiré Raoul-Rochette.

Il est d'abord professeur au lycée Louis-le-Grand et remporte en 1813 un prix de l'Institut de France pour un Mémoire sur les colonies grecques, publié par la suite sous le titre Histoire critique de l'établissement des colonies grecques. Il est nommé en 1815 maître de conférences à l'École normale et admis en 1816 à l'Académie des inscriptions et belles-lettres.
D'obédience légitimiste et catholique, il est choisi par François Guizot, qui poursuit une carrière dans l'administration, pour le remplacer en Sorbonne de 1816 à 1818 à la chaire d'histoire moderne.
En 1818, il est nommé conservateur du Cabinet des médailles en remplacement de Millin, fonction qu'il occupe jusqu'en 1848. Il y enseigne l'archéologie, discipline qui n'avait pas encore droit de cité à l'université.
Il remplace en 1820 Quatremère de Quincy comme professeur d'archéologie.
Il est élu en 1838 membre de l'Académie des beaux-arts, dont il devient l'année suivante secrétaire perpétuel.
En 1835, avec Jean de Witte, il participe à la création de la revue Annales de l'Institut archéologique, en collaboration avec Antoine Chrysostome Quatremère de Quincy, le duc de Luynes, Félix Lajard et Charles Lenormant.
Limogé de la Bibliothèque nationale en 1848, il consacre dès lors son activité à la recherche archéologique et numismatique.
Titulaire de la rubrique archéologique du Journal des savants, il se charge de rédiger les recensions de tout ce qui est publié sur le sujet en France et en Europe, ce qui l'amène à entretenir une correspondance volumineuse avec Salomon Reinach ou Humboldt. Sa carrière est marquée par une lutte scientifique avec Jean-Antoine Letronne, membre de l'Académie des Inscriptions et spécialiste de l’Égypte ptolémaïque, et à partir de 1832 son collègue à la Bibliothèque nationale.

### Voyages
Il visite la Suisse en 1818, 1819 et 1820, à la suite de quoi il publie ses Lettres et l' Histoire de la révolution helvétique de 1797 à 1803.
En 1826 et 1827 puis en 1832, 1843 et encore en 1851, il voyage en Italie et en Sicile d'où il rapporte estampes, antiques, monnaies et figurines, qui feront l'objet d'une vente après sa mort.
Membre de la commission scientifique envoyée en Morée en 1838, il y visite notamment Délos et Athènes, et trouve le moyen d'obtenir de Mehmet Rechid Pacha, gouverneur de Grèce, la cession à la France des restes du temple d'Assos.
En 1846, il fait une tournée en Allemagne.

## Vie privée
Le 27 décembre 1810, à l'âge de 20 ans, il épouse à Paris Claudine Houdon, fille du sculpteur Jean-Antoine Houdon qui lui donne deux filles, dont l'une, Anne Joséphine Cécile Raoul-Rochette, épouse Luigi Calamatta et sera la mère de Lina Calamatta, femme de Maurice Sand.

## Principales publications

Lettres sur la Suisse, 1829

- Histoire de la révolution helvétique de 1797 à 1803, 1823 (lire en ligne)
- Lettres sur la Suisse écrites en 1819, 1820 et 1821, 1823
- Lettres sur la Suisse écrites en 1824 et 1825, 1826
- Pompéi, choix d'édifices inédits, 2 vol., 1828-1842
- Monuments inédits d'antiquité figurée, 1828
- Peintures antiques inédites, précédées de Recherches sur l'emploi de la peinture dans la décoration des édifices sacrés et publics, chez les Grecs et chez les Romains faisant suite aux Monuments inédits, 1836
- Peintures antiques inédites, 1836
- Cours d'archéologie, publié d'après ses leçons par la sténographie, 1828-1835
- Tableau des catacombes de Rome, où l'on donne la description de ces cimetières sacrés, avec l'indication des principaux monumens d'antiquité chrétienne, en peinture et en sculpture, et celle des autres objets qu'on en a retirés, 1837
- Lettres archéologiques sur la peinture des Grecs, 1840
- Mémoires de numismatique et d'antiquité, 1840
- Choix de peintures de Pompéi, la plupart de sujet historique, avec l'explication archéologique de chaque peinture et une introduction sur l'histoire de la peinture chez les Grecs et chez les Romains, 1844-1851
- Questions de l'histoire de l'art, discutées à l'occasion d'une inscription grecque gravée sur une lame de plomb et trouvée dans l'intérieur d'une statue antique de bronze, 1846

## Sources
- Marie-Nicolas Bouillet  et Alexis Chassang (dir.), « Raoul-Rochette » dans Dictionnaire universel d’histoire et de géographie, 1878 (lire sur Wikisource)
- Georges Perrot, « Notice sur la vie et les travaux de Désiré Raoul-Rochette », dans Comptes-rendus des séances de l'Académie des Inscriptions et Belles-lettres, 1906, vol. 50, n. 9, p. 638-701. [lire en ligne (page consultée le 19 mars 2012)]
- Catalogue des monuments antiques, égyptiens, assyriens, étrusques, grecs, romains, gaulois, composant la collection R. R., Paris, Rollin, 1855, 343 numéros.